# (27112) 1998 VC35
1998 في سي 35 (ويعرف أيضًا باسم (27112) 1998 في سي 35 وفق تسمية الكوكب الصغير) (بالإنجليزية: 1998 VC35)‏ هو كويكب ضمن حزام الكويكبات؛ وترتيبه 27112 من حيث الاكتشاف.
اكتُشف هذا الجُرم الفلكي بواسطة سيجي أويدا في 12 نوفمبر 1998.

## وصلات خارجية
- (27112) 1998 VC35 في قاعدة بيانات مختبر الدفع النفاث لأجرام النظام الشمسي الصغيرة

- الاكتشاف · مخطط المدار ·  العناصر المدارية · المعلمات المادية

- (27112) 1998 VC35 على موقع ويكي سكاي: DSS2, SDSS, GALEX, IRAS, Hydrogen α, X-Ray, Astrophoto, Sky Map, Articles and images